# Amorges I
|  | Cal no confondre aquest rei amb Amorges II, contemporani de Darios I de Pèrsia |

Amorges (en grec antic: Ἀμόργης) va ser un rei dels saces (una branca dels escites) contemporani de Cir el Gran de Pèrsia.
Ctèsies, segons l'epítom elaborat per Foci, diu que Cir el Gran, rei de Pèrsia, va subjugar els medes, va rebre la submissió dels bactrians i després va atacar els saces i els va derrotar en una batalla cap a l'any 548 aC. Va fer presoner Amorges, però l'esposa del rei, Espàretra, va reunir els saces i va formar un exèrcit de 300.000 homes i 200.000 dones i va derrotar els perses. Va fer moltíssims presoners de l'exèrcit de Cir, fins i tot a tres dels seus cosins, i va organitzar un intercanvi. Amorges, un cop alliberat, es va fer amic de Cir, i Ctèsies afegeix que va ajudar el rei persa en la campanya de Lídia.
El 530 aC, Cir el Gran va lluitar contra els massàgetes i els derbices. Primer, Cir va derrotar el rei massàgeta Espargàpises que, quan va ser fet presoner, es va suïcidar per vergonya. Però la mare del rei, Tòmiris, va demanar suport als indis que van portar a la lluita els elefants; aquestos van espantar els cavalls perses, l'exèrcit es va desbandar i Cir va ser mortalment ferit per una llança el 4 de desembre del 530 aC. Amorges va arribar a la lluita en el darrer minut amb vint mil homes, que van salvar els perses i va derrotar els enemics, inclosos els indis. Cir, abans de morir va dividir l'Imperi entre els seus dos fills, i els va demanar que respectessin la seva mare i Amorges.
Els crítics creuen que Amorges va ser un personatge inventat per Ctèsies, que va convertir la tribu escita dels haumavarga (en grec antic: Ἀμόργιοι, 'els amorgis'), aliada dels perses, en el rei humarga (Amorges).